# Boulogne-sur-Gesse
Boulogne-sur-Gesse är en kommun i departementet Haute-Garonne i regionen Occitanien i södra Frankrike. Kommunen ligger i kantonen Boulogne-sur-Gesse som tillhör arrondissementet Saint-Gaudens. År 2022 hade Boulogne-sur-Gesse 1 658 invånare.

## Befolkningsutveckling
Antalet invånare i kommunen Boulogne-sur-Gesse
Referens:INSEE